# چاترا (باشقیرستان)
چاترا (انگلیسی: Chatra, Republic of Bashkortostan) یک شهرک در شهرستان بلاگووارسکی باشقیرستان کشور روسیه است.